# Neige Dias
Neige Dias (Porto Alegre, 5 dicembre 1966) è un'ex tennista brasiliana.

## Carriera
In carriera ha vinto 2 titoli in singolare e un titolo di doppio.
In Fed Cup ha disputato un totale di 24 partite, ottenendo 12 vittorie e 12 sconfitte.

## Statistiche

### Singolare

#### Vittorie (2)
| Numero | Anno             | Torneo                            | Superficie  | Avversaria in finale | Punteggio     |
| 1.     | 13 dicembre 1987 | Brasil Open, Guarujá              | Cemento     | Pat Medrado          | 6-0, 6-7, 6-4 |
| 2.     | 1º maggio 1988   | Barcelona Ladies Open, Barcellona | Terra rossa | Bettina Fulco        | 6–3, 6–3      |

### Doppio

#### Vittorie (1)
| Numero | Anno             | Torneo                 | Superficie  | Compagna    | Avversarie in finale           | Punteggio     |
| 1.     | 13 dicembre 1986 | Brasil Open, San Paolo | Terra rossa | Pat Medrado | Laura Gildemeister Petra Huber | 4-6, 6-4, 7-6 |

### Doppio

#### Finali perse (1)
| Numero | Anno          | Torneo                 | Superficie  | Compagna              | Avversarie in finale           | Punteggio |
| 1.     | 24 marzo 1985 | Brasil Open, San Paolo | Terra rossa | Csilla Bartos-Cserepy | Gabriela Sabatini Mercedes Paz | 5-7, 4-6  |